# Каровили
Каровѝли (на италиански: Carovilli) е село и община в Централна Италия, провинция Изерния, регион Молизе. Разположено е на 860 m надморска височина. Населението на общината е 1430 души (към 2010 г.).